# Philippe Jullian
Pour les articles homonymes, voir Jullian.
Philippe Jullian, né Philippe Simounet le 11 juillet 1919 à Bordeaux et mort le 28 septembre 1977 à Paris,, est un écrivain, dessinateur, graveur et chroniqueur mondain et artistique de son époque français.

## Biographie
Fils unique de parents qui ont divorcé, Philippe Jullian est le petit-fils de l'historien Camille Jullian et l'arrière-petit-fils du docteur Eugène Azam.
Son œuvre se compose d'illustrations d'écrivains les plus divers :  Honoré de Balzac, Colette, Fiodor Dostoïevski, Ronald Firbank, Marcel Proust, Oscar Wilde entre autres. 
Il a aussi illustré ses propres livres d'un style grotesque et spirituel, et a publié plusieurs articles sur l'Art nouveau et l'art dit « fin de siècle ».
Il collabore à nombre de périodiques littéraires, tels que la Revue des Deux Mondes et la Revue de Paris et à des revues d'art tel que Connaissance des arts
Homosexuel, il fréquente les milieux mondains parisiens, notamment Jean Cocteau et Lise Deharme qui en juillet 1941 le reçoit dans sa résidence secondaire de Montfort-en-Chalosse.
En 1975, il publie La Brocante, qui constitue à la fois son autobiographie et un témoignage de son amour des objets d'art et de son goût de la collection.
Il se pend le 25 septembre 1977, n'ayant pas surmonté le traumatisme de l'incendie de son moulin de Seine-et-Marne qui fit disparaître la majeure partie de ses collections.

## Œuvres
- Les Meubles équivoques, avec Léon-Paul Fargue, Grasset, 1947.
- Les Morot-Chandonneur : ou Une grande famille, décrite de Stendhal à Marcel Aymé, peinte d'Ingres à Picasso, avec Bernard Minoret, Plon, 1955.
- Gilberte retrouvée : nouvelles, Plon, 1956.
- Le Cirque du Père Lachaise, Fasquelle, 1957.
- La Veuve du baronnet, Éditions de Paris, 1957.
- Dictionnaire du snobisme, Plon, 1958 ; réed. Bartillat, 1992 puis 2006.
- Scraps, Plon, 1959.
- Mémoires d'une bergère, Plon, 1959.
- Château-Bonheur, Plon, 1960.
- Les styles, Plon, 1961.
- My lord, Albin Michel, 1961.
- 14, rue du Centre, Jaspard, Polus et Cie, 1961.
- Café-society, Albin Michel, 1962.
- Édouard VII, Hachette, 1962, prix Thérouanne en 1963.
- Delacroix, Albin Michel, 1963.
- Les reines mortes du Portugal, Robert Laffont, 1964.
- Robert de Montesquiou, Perrin, 1964.
- Les Collectionneurs, Flammarion, 1966.
- Oscar Wilde, Perrin, 1967 ; rééd. Bartillat, 2000.
- La Fuite en Égypte, La Table Ronde, 1968.
- Esthètes et magiciens : l'art fin-de-siècle, Perrin, 1969.
- D’Annunzio, Fayard, 1971.
- Les Symbolistes, La Bibliothèque des arts, 1973.
- Apollon et compagnie, Fayard, 1974.
- Jean Lorrain ou le Satiricon 1900, Paris, Fayard, 1974, 311 p. (ISBN 2-213-00026-3, présentation en ligne).
- Le Triomphe de l'Art nouveau, 1974.
- La Brocante, Julliard, 1975.
- Le Style Second Empire, Baschet, 1975.
- Le Nu 1900 , André Barret Éditeur, Paris, 1976.
- Le Style Louis XVI, Baschet, 1977.
- Montmartre, Elsevier Séquoia, 1977.
- Les Orientalistes : la vision de l'Orient par les peintres européens au XIXe siècle , Office du livre, 1977.
- Sarah Bernhardt, Balland, 1977.
- Les Mauvais pauvres…, Olivier Orban, 1985.
- Journal 1940-1950, Grasset, 2009, préfacé par Ghislain de Diesbach.
- Gravures sur cuivre d'après des dessins de Philippe Jullian, pour illustrer l'édition du Grillon du foyer de Charles Dickens (conte de Noël), par Philippe Jullian , Paris, Textes et Prétextes.